# Нет розы без огня
«Нет розы без огня» (пол. Nie ma róży bez ognia) — художественный фильм польского режиссёра Станислава Бареи, сатирическая кинокомедия 1974 года.

## Сюжет
Учитель Янек Филикевич и его жена Ванда живут в маленькой комнатке в вилле, которой все другие помещения занимают канцелярии разных государственных учреждений. Не живут там удобно, в соседстве служащих. Неожиданно появляется Малиновский, женоподобный мужчина, который хочет заменить их комнатку на новую квартиру. Малиновский утверждает, что он родился в этой вилле и мечтает чтобы снова поселиться в комнатке своего детства, где за стеной (в ванной) вышивала его мать. Филикевич, несмотря на опасения, меняет квартиру с Малиновским. Вместе с женой вселяются до нового, двухкомнатного жительства в новом районе города. Тем временем оказывается, что Ежи Домбчак, бывший муж Ванды, будет вместе с ними жить в их новой квартире, потому что он имеет такое право. Вдобавок у Домбчака есть уже следующая жена, Люся, девушка из деревни, которой он обещал квартиру в городе. А у неё жених Зенек, который будет жить там где она. Кроме того Домбчак имеет ребёнка, а мать этого младенца тоже хочет с ними поселиться. Все они заплатили за жительство Домбчакови, потому что такая его профессия, которая «не имеет ещё названия». Филикевич не выдерживает нервно и падает в бешенство, когда сосед приходит с двумя девушками чтобы организовать оргию. Но и так всё хорошо кончается, потому что замена квартир с Малиновским была нелегальная. Янек и Ванда возвращаются в виллу, которая теперь будет целая для них, уже без соседства служащих. В основном не целая, потому что одну комнату занял Ежи Домбчак, потому что он имеет такое право.

## В ролях
- Яцек Федорович — Янек Филикевич
- Халина Ковальская — Ванда, жена Филикевича
- Ян Кобушевский — почтальон
- Ежи Добровольский — Ежи Домбчак, бывший муж Ванды
- Станислава Целиньская — Люся, жена Домбчака
- Станислав Тым — Зенек, жених Люси
- Мечислав Чехович — отец Люси
- Веслав Голас — Малиновский
- Хенрик Клюба — Богуслав Поганек, сосед Филикевича
- Мария Хвалибог — соседка Филикевича
- Эва Покас — работница почты
- Войцех Семион — директор школы
- Бронислав Павлик — администратор
- Войцех Покора — посетитель у администратора
- Кшиштоф Ковалевский — милиционер
- Цезары Юльский — гардеробщик в ресторане
- Моника Солубянка — Зуза, проститутка
- Иоланта Лёте — Корбачевская, мать младенца
- Богдан Лазука — Францик, пассажир автобуса
- Хойнацкая, Ядвига — пассажирка автобуса
- Тадеуш Сомоги — пассажир автобуса
- Ян Химильсбах — сторож на стройке
- Мариан Глинка — помогающий в переселении
- Анджей Красицкий — водитель
- Сильвестер Пшедвоевский и др.